# إتش تي سي ديزاير
هو هاتف ذكي من شركة اتش تي سي .
السرعة
سرعة معالجة وحدة التحكم المركزية (CPU)
1 جيجاهرتز
الطاقة والبطارية
نوع البطارية: بطارية ليثيوم أيون قابلة للشحن
السعة: 1400 مللي أمبير لكل ساعة
مدة التحدث
- WCDMA: حتى 390 دقيقة
- GSM: حتى 400 دقيقة
- مدة الانتظار:
- WCDMA: حتى 360 ساعة
- GSM: حتى 340 ساعة

الكاميرا
- كاميرا ألوان بدقة 5 ميجابكسل
- إمكانية اكتشاف الأوجه
- ضبط بؤرة تلقائي وفلاش تلقائي
- التقاط صور بعرض الشاشة
- وضع علامات جغرافية

الموصلات
- مقبس صوت استريو 3.5 ملم
- منفذ USB صغير قياسي
- (منفذ USB 2.0 صغير ذو 5 سنون)

المستشعرات
- مستشعرG-sensor
- بوصلة رقمية
- مستشعر التقارب
- مستشعر الإضاءة المحيطة

التخزين
- ذاكرة القراءة فقط (ROM): 512 ميجابايت
- ذاكرة الوصول العشوائي (RAM): 576 ميجابايت

فتحة التوسعة
بطاقة الذاكرة microSD™ (متوافقة مع معيار SD 2.0)

## روابط خارجية
- جوال اندرويد [وصلة مكسورة]